# Izby
Izby est une localité polonaise de la gmina rurale d'Uście Gorlickie située dans le powiat de Gorlice en voïvodie de Petite-Pologne.